# Il primo re
Il primo re (en español: «El primer rey», cuyo título internacional es: Romulus and Remus: The First King) es una película histórica ítalobelga, escrita y dirigida por Matteo Rovere, estrenada en 2019. Relata, sin los elementos mitológicos, la leyenda de la fundación de Roma por dos hermanos pastores, Rómulo y Remo. La película está hablada en una forma antigua de latín, basada en testimonios epigráficos y reconstruida con la ayuda de filólogos de la Universidad de La Sapienza. Su costo de filmación fue de 7,5 millones de euros. Fue estrenada el 1 de enero de 2019 en los cines en Italia, el 24 de septiembre de 2019, con audio original y una versión doblada en inglés, en los Estados Unidos, en formatos DVD y Blu-ray.

## Sinopsis
La acción transcurre en el Latium vetus, en el año 753 a. C.. Rómulo y Remo son dos hermanos, pastores de ganado menor, arrastrados por la crecida del río Tíber, y capturados como esclavos por los guerreros de la ciudad de Alba Longa. Ambos promueven una revuelta, liberan a los prisioneros latinos y sabinos y escapan llevando como rehén a Satnei, sacerdotisa de la diosa Vesta y portadora del fuego sagrado. Después de la huida, Remo mata en un duelo al líder de los latinos, llamado Tefarie, y se convierte en jefe de la banda de fugitivos.
Liderada por Remo, la horda embosca a un grupo de guerreros, miembros del clan «Cabeza de Lobo», y se apodera de su asentamiento, donde solamente quedaban ancianos, mujeres y niños. A continuación, Remo se proclama su rey y, durante un ritual, Remo le pide a Satnei un presagio; la sacerdotisa anuncia que uno de los dos hermanos se convertirá en un gran rey y establecerá un imperio más grande que cualquier otro conocido, sin embargo, añade, para ello, deberá matar a su hermano. El clan interpreta que el augurio implica el sacrificio de Rómulo en favor de su hermano. Remo, sin embargo, se niega a aceptar esta interpretación y, furioso, extingue el fuego sagrado de Vesta, mata al anciano sacerdote y encadena a Satnei en un árbol del bosque, para que sea presa los animales salvajes. De regreso al poblado, lo incendia y maltrata a sus moradores; Rómulo se enfrenta a su hermano quien, al darse cuenta de sus excesos, intenta en vano liberar a Satnei agonizante. Ella le revela que ambos, sin saberlo, han desempeñado su papel en la profecía y que el fratricida será Rómulo; por lo que insta la huida de Remo.
Rómulo se convierte en el jefe del clan, ya que logra reavivar el fuego sagrado, e instruye a una joven para que lo vigile; creando así la primera vestal. Aunque Rómulo está dispuesto a hacer las paces con su hermano, Remo reclama la jefatura, amenaza con apagar el fuego sagrado y cruza una línea que su hermano había trazado en el suelo para impedirle el paso. Da comienzo entonces una pelea mortal entre los dos en la que Remo, consciente de que ya no tiene seguidores, incita a su hermano para que lo mate, a fin de asegurar el cumplimiento de la profecía. En el momento de la muerte, Remo hace las paces con su hermano, lo reconoce como su rey y lo anima a cruzar el río y encontrar un refugio seguro contra los albanos.
Rómulo y su tribu cruzan el Tíber y montan una pira para Remo, sobre sus cenizas, el hermano sobreviviente jura construir la ciudad más grande y poderosa que el mundo haya visto jamás, capaz de derrocar el dominio de la despiadada Alba Longa y de cualquier tirano, donde todos los latinos puedan encontrar un hogar: Roma.
En los créditos, un mapa animado muestra la expansión del territorio sujeto a Roma a lo largo de los siglos, hasta su punto máximo en 117 bajo Trajano.